# Landtagswahlkreis Zeitz
Der Landtagswahlkreis Zeitz (Wahlkreis 41) ist ein Landtagswahlkreis in Sachsen-Anhalt. Er umfasste zur Landtagswahl in Sachsen-Anhalt 2021 vom Burgenlandkreis die Einheitsgemeinden Elsteraue, Hohenmölsen und Zeitz sowie die Verbandsgemeinde Droyßiger-Zeitzer Forst mit den Gemeinden Droyßig, Gutenborn, Kretzschau, Schnaudertal und Wetterzeube.
Der Wahlkreis wird in der achten Legislaturperiode des Landtages von Sachsen-Anhalt von Lothar Waehler vertreten, der das Direktmandat bei der Landtagswahl am 6. Juni 2021 mit 27,1 % der Erststimmen erstmals gewann. Davor wurde der Wahlkreis von 2016 bis 2021 von André Poggenburg vertreten.

## Wahl 2021
Im Vergleich zur Landtagswahl 2016 wurde der Zuschnitt des Wahlkreises nicht verändert. Auch Name und Nummer des Wahlkreises wurden nicht geändert.
Es traten zehn Direktkandidaten an. Von den Direktkandidaten der vorhergehenden Wahl traten Arnd Czapek und Katja Bahlmann erneut an. Lothar Waehler gewann mit 27,1 % der Erststimmen erstmals das Direktmandat. Bei der Wahl 2021 handelte es sich um das einzige Direktmandat, das nicht von der CDU, sondern von der AfD gewonnen wurde.
|                    |                      | Erst- stimmen | Erst- stimmen | Zweit- stimmen | Zweit- stimmen |
| Bewerber           | Partei               | Anzahl        | %             | Anzahl         | %              |
| ------------------ | -------------------- | ------------- | ------------- | -------------- | -------------- |
| Wahlberechtigte    | Wahlberechtigte      | 45.153        | 100,0         | 45.153         | 100,0          |
| Wähler             | Wähler               | 24.795        | 54,9          | 24.795         | 54,9           |
| Ungültige Stimmen  | Ungültige Stimmen    | 328           | 1,3           | 257            | 1,0            |
| Gültige Stimmen    | Gültige Stimmen      | 24.467        | 98,7          | 24.538         | 99,0           |
| davon              |                      |               |               |                |                |
| Arnd Jörg Czapek   | CDU                  | 6.392         | 26,1          | 9.085          | 37,0           |
| Lothar Waehler     | AfD                  | 6.627         | 27,1          | 6.499          | 26,5           |
| Katja Bahlmann     | DIE LINKE            | 3.436         | 14,0          | 2.602          | 10,6           |
| Torsten Fulczynski | SPD                  | 2.058         | 8,4           | 1.676          | 6,8            |
| Heiko Prüfe        | GRÜNE                | 829           | 3,4           | 772            | 3,1            |
| Carsten Sonntag    | FDP                  | 1.844         | 7,5           | 1.578          | 6,4            |
| Andreas Exler      | FREIE WÄHLER         | 2.718         | 11,1          | 822            | 3,3            |
| –                  | NPD                  | –             | –             | 127            | 0,5            |
| –                  | Tierschutzpartei     | –             | –             | 234            | 1,0            |
| –                  | Tierschutzallianz    | –             | –             | 59             | 0,2            |
| –                  | LKR                  | –             | –             | 9              | 0,0            |
| –                  | Die PARTEI           | –             | –             | 180            | 0,7            |
| –                  | Gartenpartei         | –             | –             | 184            | 0,7            |
| –                  | FBM                  | –             | –             | 19             | 0,1            |
| –                  | TIERSCHUTZ hier!     | –             | –             | 141            | 0,6            |
| –                  | dieBasis             | –             | –             | 299            | 1,2            |
| –                  | Klimaliste ST        | –             | –             | 12             | 0,0            |
| –                  | ÖDP                  | –             | –             | 15             | 0,1            |
| –                  | Die Humanisten       | –             | –             | 21             | 0,1            |
| –                  | Gesundheitsforschung | –             | –             | 107            | 0,4            |
| –                  | PIRATEN              | –             | –             | 64             | 0,3            |
| –                  | WiR2020              | –             | –             | 33             | 0,1            |
| Ulrich Aubele      | Einzelbewerber       | 76            | 0,3           | –              | –              |
| Michael Kretschmer | Einzelbewerber       | 303           | 1,2           | –              | –              |
| André Worms        | Einzelbewerber       | 184           | 0,8           | –              | –              |

## Wahl 2016
Bei der Landtagswahl in Sachsen-Anhalt 2016 waren 48.499 Einwohner wahlberechtigt; die Wahlbeteiligung lag bei 59,1 %. André Poggenburg gewann das Direktmandat für die AfD.
| Bewerber         | Partei           | Erststimmen in % | Zweitstimmen in % |
| ---------------- | ---------------- | ---------------- | ----------------- |
| Arnd Czapek      | CDU              | 29,0             | 28,7              |
| Katja Bahlmann   | LINKE            | 14,4             | 15,4              |
| Uwe Kraneis      | SPD              | 13,6             | 9,5               |
| Dieter Kmietczyk | GRÜNE            | 6,2              | 3,2               |
| André Poggenburg | AfD              | 31,6             | 30,4              |
| Karsten Gröger   | FDP              | 3,0              | 3,5               |
| Lutz Oschmann    | Einzelbewerber   | 2,2              | -                 |
| -                | NPD              | -                | 4,0               |
| –                | Tierschutzpartei | –                | 1,3               |
| –                | Sonstige         | –                | 4,0               |

## Wahl 2011
Bei der Landtagswahl in Sachsen-Anhalt 2011 waren 43.705 Einwohner wahlberechtigt; die Wahlbeteiligung lag bei 47,2 %. Arnd Czapek gewann das Direktmandat für die CDU.
| Bewerber          | Partei           | Erststimmen in % | Zweitstimmen in % |
| ----------------- | ---------------- | ---------------- | ----------------- |
| Arnd Czapek       | CDU              | 27,6             | 32,1              |
| Petra Hörning     | Die Linke        | 22,5             | 23,7              |
| Reiner Eckel      | SPD              | 16,3             | 19,0              |
| Jochen Schröder   | FDP              | 3,8              | 4,2               |
| Dieter Kmietczyk  | GRÜNE            | 8,5              | 5,6               |
| Eugen Engel       | Freie Wähler     | 7,1              | 4,5               |
| Michael Blöth     | KPD              | 1,2              | 1,0               |
| –                 | MLPD             | –                | 0,2               |
| Christel Kasprzyk | NPD              | 6,0              | 6,4               |
| Uwe Kraneis       | Einzelbewerber   | 7,0              | –                 |
| –                 | ödp              | –                | 0,1               |
| –                 | Tierschutzpartei | –                | 1,8               |
| –                 | Piraten          | –                | 0,9               |
| –                 | SPV              | –                | 0,4               |

## Wahl 2006
Bei der Landtagswahl in Sachsen-Anhalt 2006 traten folgende Kandidaten an:
| Name                              | Partei         | Anteil der Erststimmen |
| --------------------------------- | -------------- | ---------------------- |
| Hans-Jürgen Poser                 | CDU            | 35,4 %                 |
| Katja Deibicht                    | Die Linke      | 26,5 %                 |
| Annette Eschner                   | SPD            | 20,6 %                 |
| Gerd Haberkorn                    | FDP            | 10,2 %                 |
| Sigrid Altendorf                  | GRÜNE          | 3,6 %                  |
| Michael Blöth                     | Bü – DKP/KPD   | 1,9 %                  |
| Gerhard Mühlstein                 | Einzelbewerber | 1,8 %                  |
| Wahlberechtigte: 48.044 Einwohner |                |                        |
| Wahlbeteiligung: 39,8 %           |                |                        |

## Wahl 2002
Bei der Landtagswahl in Sachsen-Anhalt 2002 traten folgende Kandidaten an:
| Name                              | Partei        | Erststimmen | Zweitstimmen |
| --------------------------------- | ------------- | ----------- | ------------ |
| Hans-Jürgen Poser                 | CDU           | 37,1 %      | 35,9 %       |
| Ria Theil                         | PDS           | 25,6 %      | 21,8 %       |
| Reiner Eckel                      | SPD           | 22,1 %      | 21,1 %       |
| Judith Röder                      | FDP           | 12,6 %      | 11,4 %       |
| Wolfgang Hartmann                 | GRÜNE         | 2,6 %       | 1,4 %        |
|                                   | Schill-Partei | -           | 5,2 %        |
| -                                 | Sonstige      | -           | 3,2 %        |
| Wahlberechtigte: 50.095 Einwohner |               |             |              |
| Wahlbeteiligung: 53,4 %           |               |             |              |

## Wahl 1998
Bei der Landtagswahl in Sachsen-Anhalt 1998 traten folgende Kandidaten an:
| Name                              | Partei   | Erststimmen | Zweitstimmen |
| --------------------------------- | -------- | ----------- | ------------ |
| Konrad Schellbach                 | CDU      | 23,4 %      | 22,6 %       |
| Ria Theil                         | PDS      | 24,6 %      | 21,3 %       |
| Reiner Eckel                      | SPD      | 38,2 %      | 34,5 %       |
| Eberhard Schmidt                  | FDP      | 4,8 %       | 3,5 %        |
| Heidrun Heidecke                  | GRÜNE    | 3,9 %       | 2,9 %        |
| Horst Scheffler                   | REP      | 5,1 %       | 1,2 %        |
| -                                 | DVU      | -           | 12,9 %       |
| -                                 | Sonstige | -           | 2,3 %        |
| Wahlberechtigte: 49.335 Einwohner |          |             |              |
| Wahlbeteiligung: 68,9 %           |          |             |              |

## Wahl 1994
Bei der Landtagswahl in Sachsen-Anhalt 1994 traten folgende Kandidaten an:
| Name                              | Partei   | Erststimmen | Zweitstimmen |
| --------------------------------- | -------- | ----------- | ------------ |
| Konrad Schellbach                 | CDU      | 36,2 %      | 37,3 %       |
| Detlef Köpke                      | PDS      | 18,4 %      | 18,8 %       |
| Carlo Böttger                     | SPD      | 32,4 %      | 31,7 %       |
| Eberhard Schmidt                  | FDP      | 4,3 %       | 3,5 %        |
| Heidrun Heidecke                  | GRÜNE    | 5,1 %       | 4,7 %        |
| Eberhard Stück                    | REP      | 1,8 %       | 1,9 %        |
| Editha Schwarze                   | Graue    | 0,8         | 0,8 %        |
| Kornelia Hoffmann                 | STATT    | 0,9         | 0,4 %        |
| -                                 | Sonstige | -           | 0,9 %        |
| Wahlberechtigte: 51.336 Einwohner |          |             |              |
| Wahlbeteiligung: 49,6 %           |          |             |              |

## Wahl 1990
Bei der Landtagswahl in Sachsen-Anhalt 1990 traten folgende Kandidaten an:
| Name                              | Partei   | Erststimmen | Zweitstimmen |
| --------------------------------- | -------- | ----------- | ------------ |
| Konrad Schellbach                 | CDU      | 49,4 %      | 46,9 %       |
| Ute Kirsten                       | PDS      | 11,3 %      | 11,0 %       |
| Carlo Böttger                     | SPD      | 21,3 %      | 21,3 %       |
| Manfred Jäger                     | FDP      | 12,3 %      | 12,5 %       |
| Matthias Friedrich                | GRÜ-NF   | 3,6 %       | 3,6 %        |
| Eva-Elisabeth Blaschke            | DSU      | 2,1 %       | 1,6 %        |
| -                                 | Sonstige | -           | 3,1 %        |
| Wahlberechtigte: 59.395 Einwohner |          |             |              |
| Wahlbeteiligung: 68,3 %           |          |             |              |